# Rosemary Stirling
Rosemary Olivia Stirling (épouse Wright ; le 11 décembre 1947 à Timaru) est une athlète britannique, spécialiste du 400 et du 800 mètres. 

## Biographie
Rosemary Stirling fait partie du relais britannique champion d'Europe sur le 4 × 400 mètres en 1969 à Athènes. À cette occasion, associée à Patricia Lowe, Janet Simpson et Lillian Board, elle bat le record du monde du 4 × 400 mètres en 3 min 30 s 8.

### Palmarès
| Date | Compétition                                     | Lieu         | Résultat | Épreuve   | Performance   |
| ---- | ----------------------------------------------- | ------------ | -------- | --------- | ------------- |
| 1966 | Jeux de l'Empire britannique et du Commonwealth | Kingston     | 4e       | 440 y     | 54 s 4        |
| 1966 | Jeux de l'Empire britannique et du Commonwealth | Kingston     | 4e       | 880 y     | 2 min 05 s 4  |
| 1967 | Jeux européens en salle                         | Prague       | 5e       | 800 m     | 2 min 11 s 6  |
| 1969 | Jeux européens en salle                         | Belgrade     | 3e       | 400 m     | 54 s 8        |
| 1969 | Championnats d'Europe                           | Athènes      | 8e       | 400 m     | 54 s 6        |
| 1969 | Championnats d'Europe                           | Athènes      | 1re      | 4 × 400 m | 3 min 30 s 8  |
| 1970 | Jeux du Commonwealth britannique                | Édimbourg    | 1re      | 800 m     | 2 min 06 s 2  |
| 1971 | Championnats d'Europe en salle                  | Sofia        | 3e       | 800 m     | 2 min 06 s 6  |
| 1971 | Championnats d'Europe                           | Helsinki     | 3e       | 800 m     | 2 min 02 s 1  |
| 1971 | Championnats d'Europe                           | Helsinki     | 4e       | 4 × 400 m | 3 min 34 s 5  |
| 1972 | Jeux olympiques                                 | Munich       | 7e       | 800 m     | 2 min 00 s 2  |
| 1972 | Jeux olympiques                                 | Munich       | 5e       | 4 × 400 m | 3 min 28 s 7  |
| 1974 | Jeux du Commonwealth britannique                | Christchurch | 4e       | 4 × 400 m | 3 min 35 s 2  |
| 1974 | Championnats d'Europe en salle                  | Göteborg     | 4e       | 800 m     | 2 min 05 s 19 |

### Records
| Épreuve    | Performance   | Lieu   | Date             |
| ---------- | ------------- | ------ | ---------------- |
| 400 mètres | 53 s 24       | —      | 1971             |
| 800 mètres | 2 min 00 s 15 | Munich | 3 septembre 1972 |